# Quintus Marcius Rex (consul en -68)
Pour les articles homonymes, voir Quintus Marcius Rex.
Quintus Marcius Rex est une personnalité politique de la République romaine, fils d'un autre Quintus Marcius Rex (consul en 118 av. J.-C.) et beau-frère de Publius Clodius Pulcher.
En 68 av. J.-C., en tant que consul, il combat en Cilicie.
En 66 av. J.-C., il abandonne sa province en raison de la lex Manilia qui accordait à Pompée un pouvoir militaire exceptionnel dans la province d'Asie.
En 63 av. J.-C., il est prêt à recevoir un triomphe en récompense de ses combats en Cilicie. Lorsque la conjuration de Catilina éclate, il combat contre Manlius, partisan de Catilina. Il meurt en 61 av. J.-C.